# Gult tyllskinn
Gult tyllskinn (Scytinostromella heterogenea) är en svampart som först beskrevs av Bourdot & Galzin, och fick sitt nu gällande namn av Erast Parmasto 1968. Enligt Catalogue of Life ingår Gult tyllskinn i släktet Scytinostromella, ordningen Russulales, klassen Agaricomycetes, divisionen basidiesvampar och riket svampar, men enligt Dyntaxa är tillhörigheten istället släktet Scytinostromella, familjen Stereaceae, ordningen Russulales, klassen Agaricomycetes, divisionen basidiesvampar och riket svampar. Arten är reproducerande i Sverige. Inga underarter finns listade i Catalogue of Life.